# زیردریایی یو-۸۲۸
زیردریایی یو-۸۲۸ (به انگلیسی: German submarine U-828) یک زیردریایی بود که طول آن ۶۷٫۱۰ متر (۲۲۰ فوت ۲ اینچ) بود. این زیردریایی در سال ۱۹۴۴ ساخته شد.